# Aellopos tantalus

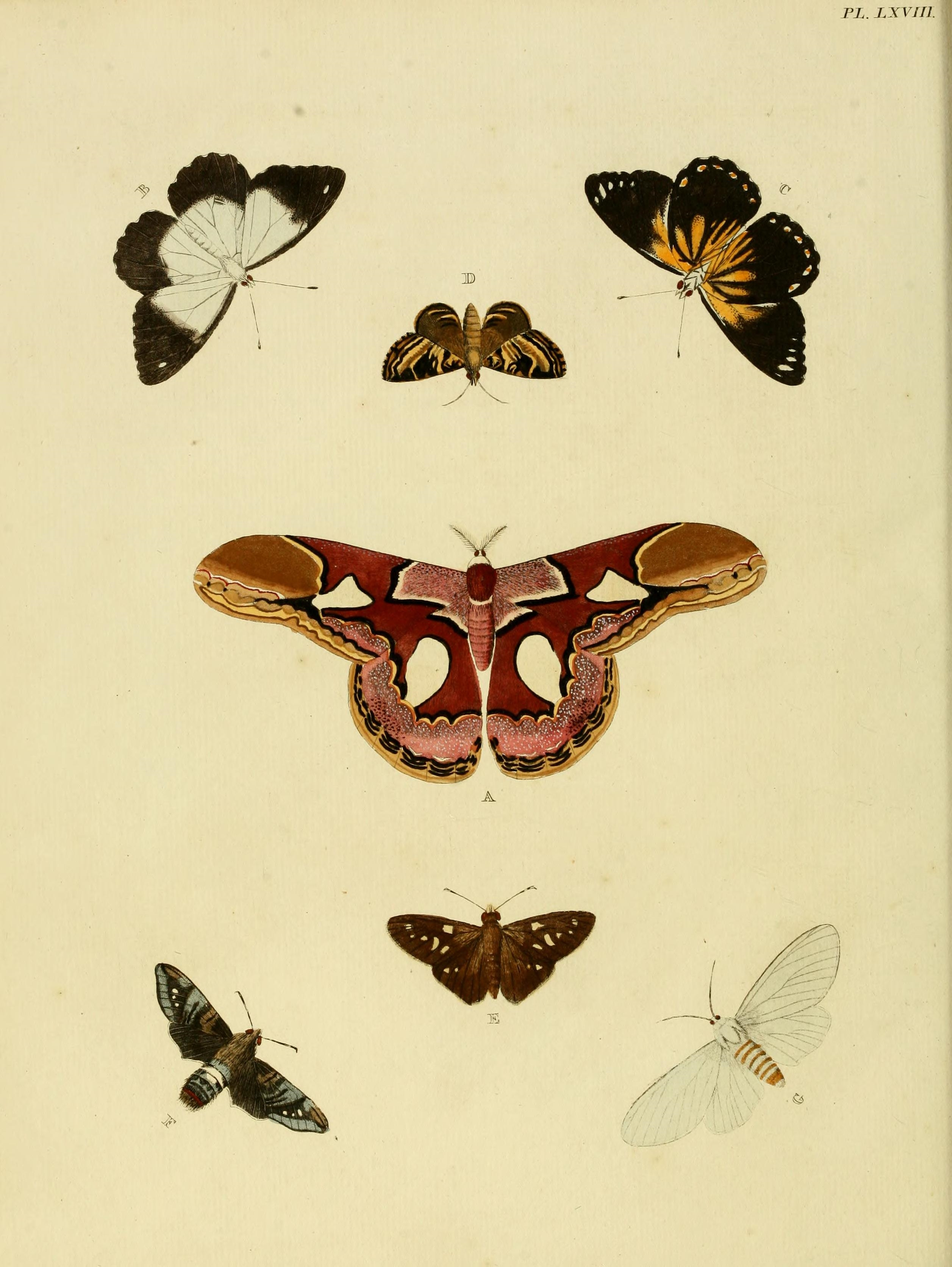

Aellopos tantalus (cunoscut și ca molia sfinx tantalus) este o specie de molie din familia Sphingidae. Este întâlnită în Florida, Antile, din Mexic până în Venezuela, Columbia, Ecuador și Surinam.

## Descriere
Anvergura este de 45-57 mm. Corpul este brun-roșiatic cu o linie albă mare pe abdomen. Aripa de sus are aceeași culoare, un punct negru și trei puncte albe în apropierea zonei marginale. Aripa de jos este brun-închisă.
Adulții zboară tot anul și au ca principală sursă de hrană nectarul de la diverse plante, printre care se numără Eugenia axillaris, Draceana fragrans și Ernodea littoralis.
Larvele se hrănesc cu specii de Rubiaceae, printre care sunt și Casasia clusiifolia și Randia aculeata. 

## Subspecii
- Aellopos tantalus tantalus
- Aellopos tantalus zonata (Drury, 1773) (St. Kitts and Mexico)